# Enrico Dante
Enrico Cardeal Dante (Roma, 5 de julho de 1884 — Roma, 24 de abril de 1967) foi um cardeal italiano e Mestre de Cerimônias Pontifícias de 1947 a 1965.
Iniciou seus estudos em Paris e, em seguida, mudou-se para o Colégio Capranica de Roma. Ele também participou da Pontifícia Universidade Gregoriana, onde obteve o doutorado em Filosofia, Teologia, Código de Direito Canônico  e Direito Continental. Também obteve um diploma de "avvocato rotale" pela Rota Romana. 
Em 1947 ele começou a servir como Mestre das Cerimônias Pontifícias, e em 1965, obteve seu cardinalato por seu excelente trabalho na Igreja Católica.